# 園田道閑
園田 道閑（そのだ どうかん、寛永3年（1626年） - 寛文7年12月16日（1668年1月29日））は、日本の江戸時代、加賀藩の十村頭（大庄屋）。男性。検地に反対して磔にされた。義民として知られる。子に兵八、六太夫、万兵衛。

## 経歴
先祖は河内国の武士で、能登国に移住したという伝承がある。詳細は不明だが、少なくとも父の代以前には、久江村（現：石川県鹿島郡中能登町）に住んでいたようである。
道閑は実高416俵の豪農で、加賀藩では鹿島半郡の庄屋を束ねる十村頭（他藩での大庄屋に相当）を務めていた。
鹿島半郡の領主は加賀藩家老の長連頼で、長氏が織田信長から安堵された所領であったため、藩では例外的に藩主の直接支配が及んでいなかった。しかし、長家では金沢で連頼を補佐していた加藤采女と、在地の家臣である浦野信里らの対立が起こっていた。加賀藩では改作法による増収と住民支配の強化を図っていたが、連頼もこれにならって十村の処罰などを始めた。浦野らは従来の慣習を維持するよう要求し、両者の対立は深まっていった。
1666年（寛文5年）、浦野らと農民が密かに隠田を開発しているとの噂が立ち、連頼は検地を行おうとした。道閑は、十村頭の能登部村（現中能登町）の上野、高田村（現七尾市）の二郎兵衛、三階村（同）の池島宗閑、笠師村（同）の太左衛門などと共に浦野らに同調。検地反対の実力行使に出たため、検地は中断に追い込まれた。さらに、道閑は他の十村と共に金沢に出て、検地を中止するよう連頼に直訴した。連頼は藩当局に訴え、その結果浦野一派はことごとく捕らえられた。取り調べは過酷なもので、上野は公事場（裁判所）で死亡している。加賀藩史料によれば、道閑は取り調べに対し、実力行使は浦野家臣の宇留地平八らの指図によるものと主張した。
8月19日、まず浦野父子5人などが切腹を言い渡された。12月4日、道閑は磔、3人の子供は斬首を言い渡され、12月16日執行された。一族では生まれたばかりの兵八の子（道閑の孫）だけが、生き延びることができた。
一連の事件（浦野事件）について、若林喜三郎は「長家の地方知行を接収・交換しようとする藩の政策により演出されたものらしい」と推測している。一方、丸山國雄は加賀藩史料にある道閑の自白を重視して、「彼の本心が義心より出でたか否か疑問である（中略）道閑を義民となすも自白書によれば否定せらるべき」との見解を示している。

## 義民伝説へ
1671年（寛文11年）、連頼の死を契機に、加賀藩は長家から鹿島半郡を没収し、他の家臣同様、給与としての俸禄を支給することになった。こうして、加賀藩は領地を完全に直接支配下に組み込んだ。
1672年（寛文12年）、改作法に基づく検地が行われ、長家時代の3万1千石から、倍近い5万5千360余石と評価された。実質的な増税であり、領民の生活は悪化した。こうしたことから、命がけで検地反対の直訴に及んだ道閑は、義民として慕われるようになった。「おいたわしや、とこやちの道閑様は、七十五村の身代りに」という臼摺歌（労働歌）の歌詞が、今に伝わっている。また、十村頭は藩体制の末端として、百姓一揆の矢面に立たされる側に立場を変えた。
1817年（文化14年）の百五十回忌では、道閑を弔う「迎覚院道性禅門位」の墓碑が建立された。
1967年（昭和42年）の三百回忌には、鹿島町（当時）久江地区の記念事業として、「義民道閑顕彰碑」と道閑公園が造られた。また、処刑された刑場跡も、史跡として残されている。墓所は、中能登町能登部下 真言宗長楽寺